# Borgo San Pietro (Moncalieri)
Borgo San Pietro è una delle borgate della città di Moncalieri.

## Topografia
La frazione, che si trova oltre il Sangone rispetto al Comune in sé e per sé, si presenta divisa dalla ferrovia in due parti: la prima sviluppatesi intorno a Via Sestriere tra la fine dell'ottocento e l'inizio del Novecento e la seconda cresciuta lungo Corso Roma a partire dagli anni cinquanta del novecento.

## Storia
Il suo territorio all'inizio del XIX secolo si presentava per lo più coltivato a cereali, ma erano anche presenti viti, prati per foraggio e pascolo ed orti e le uniche costruzioni presenti erano alcune cascine. 
L'inizio del suo sviluppo edilizio quale area urbana iniziò a partire dal 1920, periodo in cui si ebbe anche un grande incremento demografico: infatti attualmente è la zona maggiormente popolosa del comune.
 A partire dal secondo dopoguerra ebbe inizio una rapida espansione incentrata intorno alla Madonnina, un pilone votivo ancor visibile presso la cascina Maina (abbattuta negli anni novanta, era precedentemente denominata Vignotto Dissotto e ne rimane un pregevole portale risalente al 1788).
 Al primo novecento risale la ferrovia che seguendo l'attuale via Sestriere collegava Torino con Saluzzo.
 Come servizi, il quartiere tende ad orbitare su Torino, sia perché essa è il luogo di lavoro della maggioranza dei suoi abitanti, sia perché più facilmente raggiungibile: infatti è il quartiere che collega Moncalieri con Torino, di cui uno dei punti di confine è segnato da piazza Bengasi.